# Jinsha (fiume)
Il Jinsha (cinese: 金沙江S, Jīnshā JiāngP, Chin-sha ChiangW), noto anche come Kinsha Kiang, è il più occidentale dei maggiori rami sorgentizi dello Yangtze (Chang Jiang), nella Cina sud-occidentale.
I suoi rami sorgentizi hanno origine sui monti Wulan e Kekexili (Hoh Xil) nella parte occidentale della provincia del Qinghai, a sud dei monti Kunlun, e sulle pendici settentrionali dei monti Tanggula (Dangla) al confine con la Regione Autonoma del Tibet.
I suoi tre rami sorgentizi principali - i fiumi Chuma'er, Muluwusu e Akedamu - si uniscono a formare il fiume Tongtian, che scorre verso sud-est fino a Zhimenda, presso il confine tra le province di Qinghai e Sichuan. Noto ormai come Jinsha, scorre verso sud attraverso una profonda gola parallela a quelle simili formate dai corsi superiori dei fiumi Mekong e Salween, dai quali è separato dai monti Ningjing.
Forma il confine occidentale del Sichuan per circa 400 km e successivamente penetra nella provincia dello Yunnan. Dopo aver formato una grande ansa lunga 320 km nel nord della prefettura autonoma bai di Dali, il Jinsha curva verso nord-est, formando il confine provinciale tra Sichuan e Yunnan finché non si unisce al fiume Min a Yibin nel Sichuan per formare lo Yangtze.
Il corso superiore del fiume ha una pendenza di circa 2,7 metri per km. Oltre Batang (Sichuan) il gradiente gradualmente scende a circa 1,5 metri per km, ma il Jinsha non è navigabile e nel suo corso superiore, attraverso le gole, è più di ostacolo che di aiuto ai trasporti.
Sul Jinsha è stata inaugurata nel giugno 2021 la seconda centrale idroelettrica più grande del mondo.